# جيمس دي. بريكينريدغ
جيمس دي. بريكينريدغ هو محامي وسياسي أمريكي، ولد في 1781 في لويفيل في الولايات المتحدة، وتوفي بنفس المكان في 6 مايو 1849. انتخب عضو مجلس النواب الأمريكي ‏.